# 克利齊科
49°37′52″N 23°43′38″E / 49.63111°N 23.72722°E

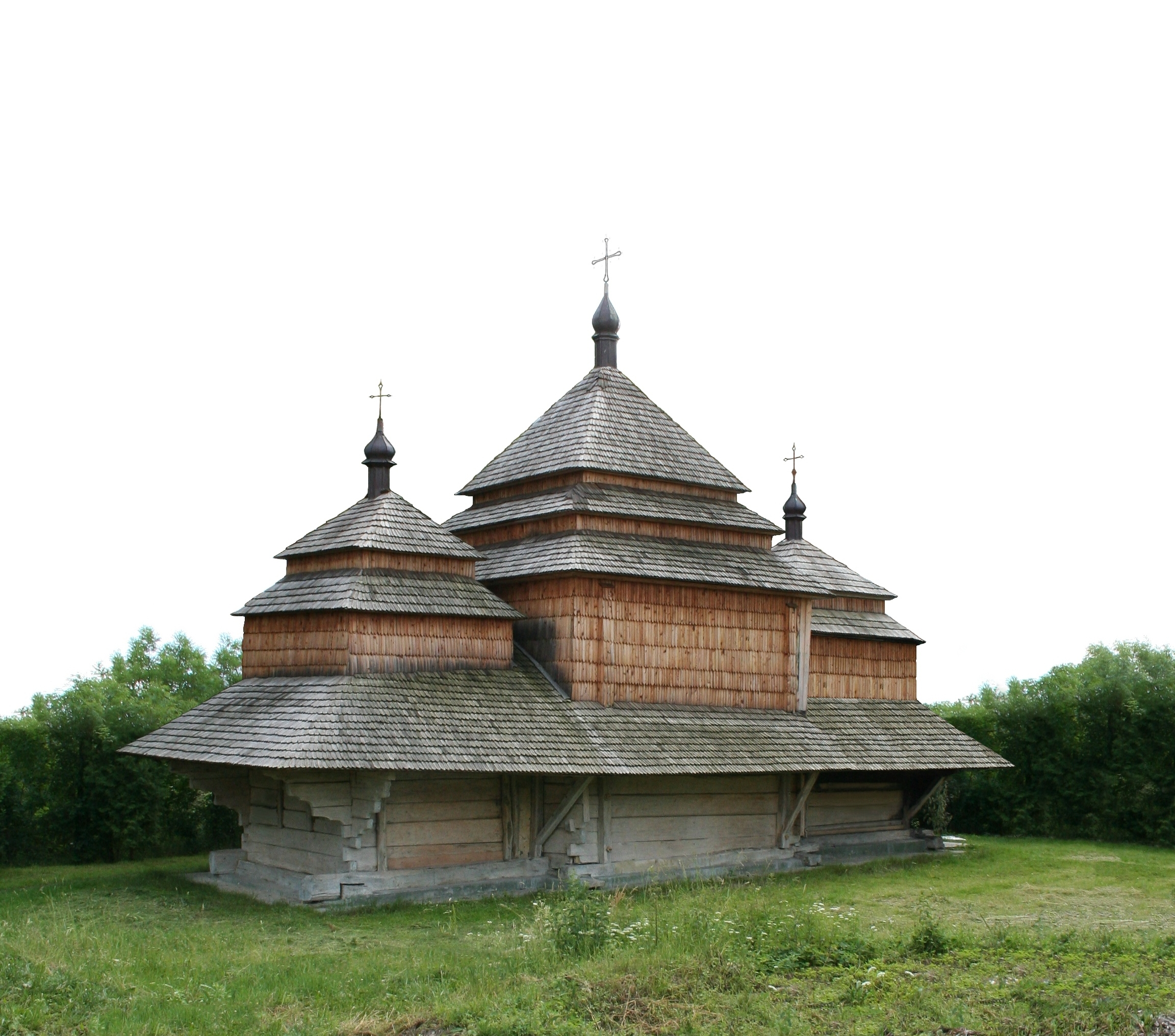

克利齊科（烏克蘭語：Кліцько），是烏克蘭的村落，位於該國西部利沃夫州，由戈羅多克區負責管轄，始建於1404年，面積1.16平方公里，海拔高度270米，人口189，人口密度每平方公里236.16人。